# Élections législatives thaïlandaises de 1995
Les élections législatives thaïlandaises de 1995 se sont déroulées le 2 juillet 1995 afin d'élire les 391 sièges de la Chambre des représentants, dont 196 sièges sont requis pour parvenir à la majorité absolue. Elles mettent fin au mandat des membres de la 18e législature de la Chambre ainsi qu'à celui du Premier ministre.
Cette élection voit l'arrivée en tête du Parti de la Nation thaïe (TN), mené par le député Banhan Sinlapa-acha, arrivé 4e aux dernières élections de 1992, avec 92 sièges obtenus sur 391 (ou plus de 12,6 millions de voix obtenus et 22,83% des suffrages), mais avec une nette concurrence avec le Parti démocrate (DEM), mené par le Premier ministre sortant Chuan Likphai, qui arrive 2e avec 86 sièges obtenus, soit plus de 12,3 millions de voix et 22,28% des suffrages. Les deux partis voient aussi une progression de leurs scores et de leurs sièges comparés à ceux aux élections de septembre 1992.
Le récent parti de la Nouvelle Aspiration (NA) mené par Chawalit Yongchaiyut enregistre également une nette progression en nombre de sièges, en obtenant 57 sièges à cette élection, contre 51 en septembre 1992. Le NA parvient ainsi à arriver une nouvelle fois en 3e position, la première étant aux élections de mars 1992. Mais elle perd près de 2 points de pourcentage de suffrages comparés à l'échéance électorale précédente. Le Parti du Développement national (en) (ND), mené par l'ancien Premier ministre Chatchai Chunhawan, arrive aussi nettement derrière le NA, en obtenant notamment 53 sièges. Elle ne parvient cependant pas à conserver son nombre de sièges initialement obtenus en septembre 1992 (au nombre de 60 sièges), et enregistre ainsi une baisse de près de 4 points de pourcentage de suffrages ainsi qu'une perte de 7 sièges. 
Le parti Palang Dharma (en), mené par Thaksin Shinawatra, pourtant arrivé en 2e position lors de la dernière élection, n'arrive qu'en 5e en 1995, avec seulement 23 sièges obtenus. C'est aussi la première fois que le parti perd des sièges à la Chambre : 24 sièges ont été perdus lors de cette élection par le parti.
Puisque qu'aucun parti n'a obtenu la majorité absolue des sièges à la Chambre, un gouvernement de coalition est nommé, avec le premier parti arrivé en tête des élections qui devient le premier parti de cette coalition. 